# BEST III
『BEST III』（ベスト 3）は、日本の歌手中森明菜のベスト・アルバム。このアルバムは1992年11月10日にワーナーミュージック・ジャパンよりリリースされた (CD: WPCL-711, CT: WPTL-711)。

## 背景
『BEST III』は、1986年4月発表の『BEST』、1988年12月発表の『BEST II』に続くベスト・アルバム企画の第3弾である。このアルバムは、1992年11月10日に、CD (WPCL-711)とコンパクトカセット (WPTL-711)の2形態で同時発売された。このリリース時期は、中森にとってワーナーミュージック・ジャパン離籍後にあたる。『BEST』、『BEST II』はいずれもシングルA面曲のみのシングル・ベスト盤であったが、本作は、「LIAR」から「二人静 -「天河伝説殺人事件」より」までのシングルA面曲とこれらのB面曲及びカップリング曲に加え、「DESIRE -情熱-」のB面曲「LA BOHÈME」と、12インチシングル盤で発売した「赤い鳥逃げた」、スタジオ・アルバム『CRIMSON』の収録曲から「駅」と「OH NO, OH YES!」が収録された。
本作リリース後の翌年の1993年に中森がMCAビクターに移籍して以降、本人非監修のベスト・アルバムをはじめとする作品がワーナーミュージック・ジャパンから複数リリースされている。『BEST III』は、かつての公式サイト上のディスコグラフィには含まれていなかったが、現在の公式サイトのディスコグラフィには、本作の次作にあたるアルバム作品が『UNBALANCE+BALANCE』で、ベスト・アルバムの次作は『true album akina 95 best』として含まれている。

## 批評
『CDジャーナル』は本作について「切れそうに深い愛を感じるベストです。」と批評。また、「ファン必携の内容」と指摘した。

## チャート成績
『BEST III』は、オリコン週間アルバムチャートの1992年11月23日付で初登場し、最高順位6位を記録した。同チャートには、計7週に渡ってランクインしている。メディア別では、カセット盤はオリコンのカセットチャートにて計11週に渡ってランクインし、CD盤はオリコンのCDチャートで計7週に渡ってランクインした。

## 収録曲
| #         | タイトル                                                             | 作詞       | 作曲       | 編曲                                      | 時間  |
| --------- | -------------------------------------------------------------------- | ---------- | ---------- | ----------------------------------------- | ----- |
| 1.        | 「二人静 -「天河伝説殺人事件」より」                                 | 松本隆     | 関口誠人   | 井上鑑                                    | 4:07  |
| 2.        | 「Dear Friend」                                                      | 伊東真由美 | 和泉一弥   | 和泉一弥 若草恵（ストリングス・アレンジ） | 4:39  |
| 3.        | 「LA BOHÈME」                                                        | 湯川れい子 | 都志見隆   | 椎名和夫                                  | 4:37  |
| 4.        | 「駅」                                                               | 竹内まりや | 竹内まりや | 椎名和夫                                  | 5:00  |
| 5.        | 「Blue On Pink」                                                     | 三浦徳子   | 国安わたる | 若草恵                                    | 3:40  |
| 6.        | 「水に挿した花」                                                     | 只野菜摘   | 広谷順子   | 西平彰                                    | 4:23  |
| 7.        | 「LIAR」(シングル・バージョン)                                       | 白峰美津子 | 和泉一弥   | 西平彰                                    | 4:32  |
| 8.        | 「CARIBBEAN」                                                        | 大西美帆   | 和泉一弥   | 和泉一弥                                  | 4:35  |
| 9.        | 「赤い鳥逃げた」(「ミ・アモーレ」別歌詩＆ラテン・ロングヴァージョン) | 康珍化     | 松岡直也   | 松岡直也                                  | 5:04  |
| 10.       | 「Angel Eyes」                                                       | 松井五郎   | 上田知華   | 武部聡志 中村哲（コーラス・アレンジ）     | 4:30  |
| 11.       | 「忘れて…」                                                          | 中森明菜   | 羽佐間健二 | 小野沢篤                                  | 2:48  |
| 12.       | 「OH NO, OH YES!」                                                   | 竹内まりや | 竹内まりや | 椎名和夫                                  | 4:46  |
| 合計時間: | 合計時間:                                                            | 合計時間:  | 合計時間:  | 合計時間:                                 | 52:41 |

## クレジット
- PHOTO BY 渡辺達生[14]

## リリース履歴
| 発売日         | レーベル                       | 規格                | 品番       | 備考                                                |
| -------------- | ------------------------------ | ------------------- | ---------- | --------------------------------------------------- |
| 1992年11月10日 | ワーナーミュージック・ジャパン | CT                  | WPTL-711   |                                                     |
| 1992年11月10日 | ワーナーミュージック・ジャパン | CD                  | WPCL-711   |                                                     |
| 2006年9月6日   | ワーナーミュージック・ジャパン | CD                  | WPCL-10343 | 廉価盤                                              |
| 2012年8月22日  | ワーナーミュージック・ジャパン | SACD/CDハイブリッド | WPCL-11151 | 紙ジャケット仕様完全生産限定盤                      |
| 2018年7月4日   | ワーナーミュージック・ジャパン | LP                  | WPJL-10100 | 180g重量盤、初回生産限定盤                          |
| 2018年7月25日  | ワーナーミュージック・ジャパン | CD                  | WPCL-12906 | 廉価盤、青帯                                        |
| 2024年2月21日  | ワーナーミュージック・ジャパン | 2CD＋2LP＋CT        | WPZL-32109 | 『BEST III COMPLETE BOX』 5枚組完全生産限定         |
| 2024年2月21日  | ワーナーミュージック・ジャパン | 2CD                 | WPCL-13537 | オリジナル・カラオケ付 2024ラッカーマスターサウンド |
| 2024年2月21日  | ワーナーミュージック・ジャパン | 2LP                 | WPJL-10211 | 2枚組完全生産限定盤 高音質45回転カラーレコード仕様  |

## 参照
1. ↑  “楽天ブックス: BEST 3 - 中森明菜 : CD”.  楽天. 2011年6月6日閲覧。
2. 1 2 3 4 5 6  『ALBUM CHART-BOOK COMPLETE EDITION 1970 〜 2005』オリコン・マーケティング・プロモーション、2006年4月25日、3、455-457頁頁。ISBN 4871310779。
3. 1 2  “中森明菜 / BEST [SA-CDハイブリッドCD] [紙ジャケット仕様] [限定] [CD] [アルバム] - CDJournal.com”.   音楽出版社. 2012年10月28日閲覧。
4. 1 2  “中森明菜 / BEST 2 [SA-CDハイブリッドCD] [紙ジャケット仕様] [限定] [CD] [アルバム] - CDJournal.com”.   音楽出版社. 2012年10月28日閲覧。
5. 1 2 3 4  “中森明菜 / BEST 3 [SA-CDハイブリッドCD] [紙ジャケット仕様] [限定] [CD] [アルバム] - CDJournal.com”.   音楽出版社. 2012年10月28日閲覧。
6. 1 2 3  『AKINA』（4×12cmCD）中森明菜、ワーナーミュージック・ジャパン、1993年11月10日。WPCL-770〜3。
7. 1 2  “明菜晴れやか、30歳の挑戦”. 朝日新聞（夕刊） (朝日新聞社):  11面、4版. (1995年12月12日)
8. ↑  「ぴいぷる 今週の赤まる急上昇中森明菜」『ザテレビジョン』第12巻第22号、角川書店、1993年6月4日、129頁。
9. 1 2  “中森明菜オフィシャルサイト » Album”. AKINA EAST LIVE INDEX-XXIII〜will.   Nakamoriakina.com. 2011年6月6日閲覧。
10. ↑  “welcome to Altera-net - Discography”. Albums.   Altera-net. 2008年8月3日時点のオリジナルよりアーカイブ。2012年3月23日閲覧。
11. 1 2  “中森明菜 / ベスト3 [CD] [アルバム] - CDJournal.com”.   音楽出版社. 2011年6月6日閲覧。
12. ↑  “中森明菜 / トゥルー・アルバム・アキナ95ベスト [3CD] [CD] [アルバム] - CDJournal.com”.   音楽出版社. 2012年3月23日閲覧。
13. ↑  “検索結果-ORICON STYLE アーティスト/CD検索”. 1992年11月第4週の邦楽アルバムランキング情報.   オリコン. 2012年4月12日閲覧。
14. ↑  『BEST III』（12cmCD）中森明菜、ワーナーミュージック・ジャパン、1992年11月10日。WPCL-711。
15. ↑  “中森明菜 / BEST 3 [限定] [CD] [アルバム] - CDJournal.com”.   音楽出版社. 2012年3月23日閲覧。